# Relations entre Kiribati et Nauru
Les relations entre Kiribati et Nauru sont les relations internationales entre deux États de la région micronésienne qui partage une frontière maritime commune. Ces États du Pacifique sont très petits et ont fait partie du Forum des îles du Pacifique. 
L'île gilbertienne  de Banaba est un atoll surélevé située plus à l'écart de l’archipel des Kiribati et plus proche de Nauru. Ces deux îles possède des gisements riches en phosphate qui a fait l'objet d'exploitation au XXe siècle mais aujourd'hui épuisés.
Les deux pays ont été colonisés par les Européens mais tandis que les îles Gilbert ont été un protectorat britannique, Nauru était une colonie allemande. L'Australie administre la colonie nauruane après la première guerre mondiale. Les deux pays font l'objet d'une occupation japonaises pendant le seconde guerre mondiale avec une déportation d'un millier de Nauruans dans les îles Truk où ils sont astreints à des travaux forcés. Plus de 600 Banabans sont exilée sur l'île voisine de Nauru à partir d'août 1943. La population de l'île Ocean qui a survécu est elle déportée sur Rabi (Fidji) fin 1945.
Nauru devient indépendante sous la forme d'une république le 31 janvier 1968 tandis que les Kiribati accèdent à leur tour à leur indépendance le 12 juillet 1979. Il faut attendre 1999 pour que les deux pays soient membre des Nations unies.
À la suite de l'arrêt de la Nauru Phosphate Corporation, plus de 200 Gilbertiens ont du être rapatriés par le gouvernement des Kiribati : ces travailleurs n'étaient plus payés depuis un an  Le directeur du travail, Ngutu Awira, affirme que la Nauru Phosphate Corporation n'a pas payé ses 40 travailleurs de Kiribati depuis près d'un an. Les dirigeants de Tuvalu et de Kiribati ont demandé à Taïwan d'aider à financer le rapatriement des travailleurs bloqués à Nauru.
En 2021, les deux pays ont enclenché une procédure de retrait du Forum des îles du Pacifique pour protester contre l'affaiblissement de l'influence des états micronésiens au sein de la gourvernance.